# 丹·伯恩
丹尼尔·约翰逊·伯恩（英語：Daniel Johnson Burn；1992年5月9日—）是一位英格蘭足球運動員，在場上的位置是後衛。現時效力於英超球隊紐卡素。
伯恩出生于诺森伯兰郡的布莱斯，从小就是纽卡斯尔球迷并加入纽卡斯尔青训，最初的位置是守门员。伯恩在2009年為达灵顿首次亮相足球聯賽，為达灵顿出場19次後在2010-11賽季末加盟富勒姆 。伯恩在2012-13賽季被租借到了约维尔 ，為约维尔出場 41 次，並在接下來的一個賽季中的一部分時間被租借到了伯明翰城。 當他與富勒姆 的合同在 2015-16 賽季結束時到期時，他加入了威根 。 伯恩在 2018-19 賽季前簽約白禮頓，並被租借回威根直到2019年1月。他從2019-20賽季開始成為白禮頓 的常規正選球員，然後在2022年1月年加盟青訓時的球會紐卡素  。

## 球員生涯

### 白禮頓
伯恩在2018年8月9日與英超俱樂部白禮頓簽訂了一份為期四年的合同，費用沒有披露。在2019年1月之前，他被租借回威根。
伯恩在租借期後回到白禮頓，並於1月26日在足總杯第三輪對陣西布罗姆维奇的比賽中首次亮相；這場比賽沒有進球，伯恩被評為本场比赛最佳球员。他在足總杯中繼續首發上場，並最終在2019-20賽季的開幕日作客沃特福德的比賽中第一次代表球會在聯賽上場，與刘易斯·邓克和謝恩·達菲組成三人防線；根據 每日电讯报的報導，他表現出色，協作白禮頓以3-0獲勝。他繼續作為正選上陣，到該年年終是唯一一位在英超聯賽中每分鐘都上場的白禮頓球員。2020年1月1日，他與 切爾西 的里斯·詹姆斯在比賽中碰撞因而鎖骨骨折。伯恩在接受手術後，於同年2月8日重返賽場。
2021年1月2日，儘管伯恩打進烏龍球，送出點球並吃到一張黃牌，白禮頓還是在主場由1-3的局面下以3-3戰平狼隊。伯恩在2月3日白禮頓客場1-0戰勝衛冕冠軍 利物浦的比賽中上場，自1982年以來首次在安菲尔德球场取得聯賽勝利。同年5月18日，隨著球迷重返球場，伯恩在白禮頓3-2主場擊敗本季冠軍曼城的比賽中為白禮頓打進了他的第一個進球，為“海鷗隊”首次在英超擊敗曼城，也是他們自1981年以來首次在頂級聯賽中戰勝“公民隊”。
在刘易斯·邓克、謝恩·達菲、柏斯高·哥斯和另外數名球員缺席的情況下，伯恩在2021年12月15日白禮頓主場1-0負于狼隊的比賽首次成為隊長。伯恩在2022年1月2日最終以3-2客場擊敗埃弗頓的比賽中，打進了他在白禮頓的第二個進球，他在後門柱的頭球進球讓白禮頓當時以2球領先場上對手。

### 紐卡素
2022年1月28日，白禮頓拒絕了紐卡素對伯恩的700萬英鎊報價。紐卡素是伯恩支持的俱樂部，也是他開始青年足球員生涯的地方；然而，兩天后，紐卡素同意支付1300萬英鎊後，雙方達成協議。2022年1月31日，伯恩轉會到紐卡素，簽下了一份兩年半的合同。

## 榮譽

### 球會
威根競技
- 英格蘭足球甲級聯賽冠軍：2017/18賽季

 紐卡索聯
- 英格蘭聯賽盃冠軍：2024/25賽季